# Mohamed Lamine Diallo
Pour les articles homonymes, voir Diallo.
Mohamed Lamine Diallo est un médecin et homme politique guinéen.
Il est conseiller depuis le 22 janvier 2022 au sein du Conseil national de la transition dirigé par Dansa Kourouma en tant que représentant des organisations culturelles,.